# Metropolia tomska
Metropolia tomska – jedna z metropolii Rosyjskiego Kościoła Prawosławnego, z siedzibą w Tomsku. Jej obecnym zwierzchnikiem jest metropolita tomski i asinowski Rościsław (Diewiatow). Obejmuje terytorium obwodu tomskiego.
Erygowana na posiedzeniu Świętego Synodu Rosyjskiego Kościoła Prawosławnego na posiedzeniu w dniu 12 marca 2013. W jej skład wchodzą dwie eparchie: tomska oraz kołpaszewska.